# Marcela Mar
Marcela Mar  (Bogotá, Kolumbia, 1979. március 16. –) kolumbiai színésznő.

## Élete és pályafutása
Marcela Gardeazábal Martínez néven született Bogotában. Első szerepét 1992-ben játszotta. 2007-ben főszerepet kapott a Pura sangre című telenovellában Rafael Novoa mellett.
Van egy fia, Emiliano.

## Filmográfia

### Telenovellák
- Demente Criminal (2014) - Laura Montesinos
- Manual para ser feliz (2014)
- Talizmán (El Talismán) (2012) - Doris de Negrete / Catherine
- Infiltrados – Canal Caracol
- Mujeres asesinas (Kolumbia) (2012) - Celeste
- Mentes en Shock (2011) - Lucía Garfunkel
- Operación Jaque (2010) - Ingrid Betancourt
- El capo (2009) - Marcela Liévano
- Pura sangre (2007) - Florencia Lagos
- Reinas (2005) - Wendy
- Todos quieren con Marilyn (2004) - Brigitte
- Pedro el escamoso (2001) - Mayerli Pacheco
- Marido y Mujer (1999) - Daniela Ibáñez
- Sin límites (1998) - María Mercedes "Mechas"
- Espérame al final (1992)

### Filmek
- La cara oculta (2011) - Verónica
- Szerelem a kolera idején (El amor en los tiempos del cólera) - América Vicuña
- Satanas (2007) - Paola
- Tres hombres tres mujeres (2003) - Consuelo
- El ángel del accordión(2008)
- Dos hermanas (2006)
- Carta de una desconocida (2005–2006)
- Las Bella y Las Bestias (2003)
- Teatro del Parque (2000)
- La Basura (1996)